# 美国战时情报局

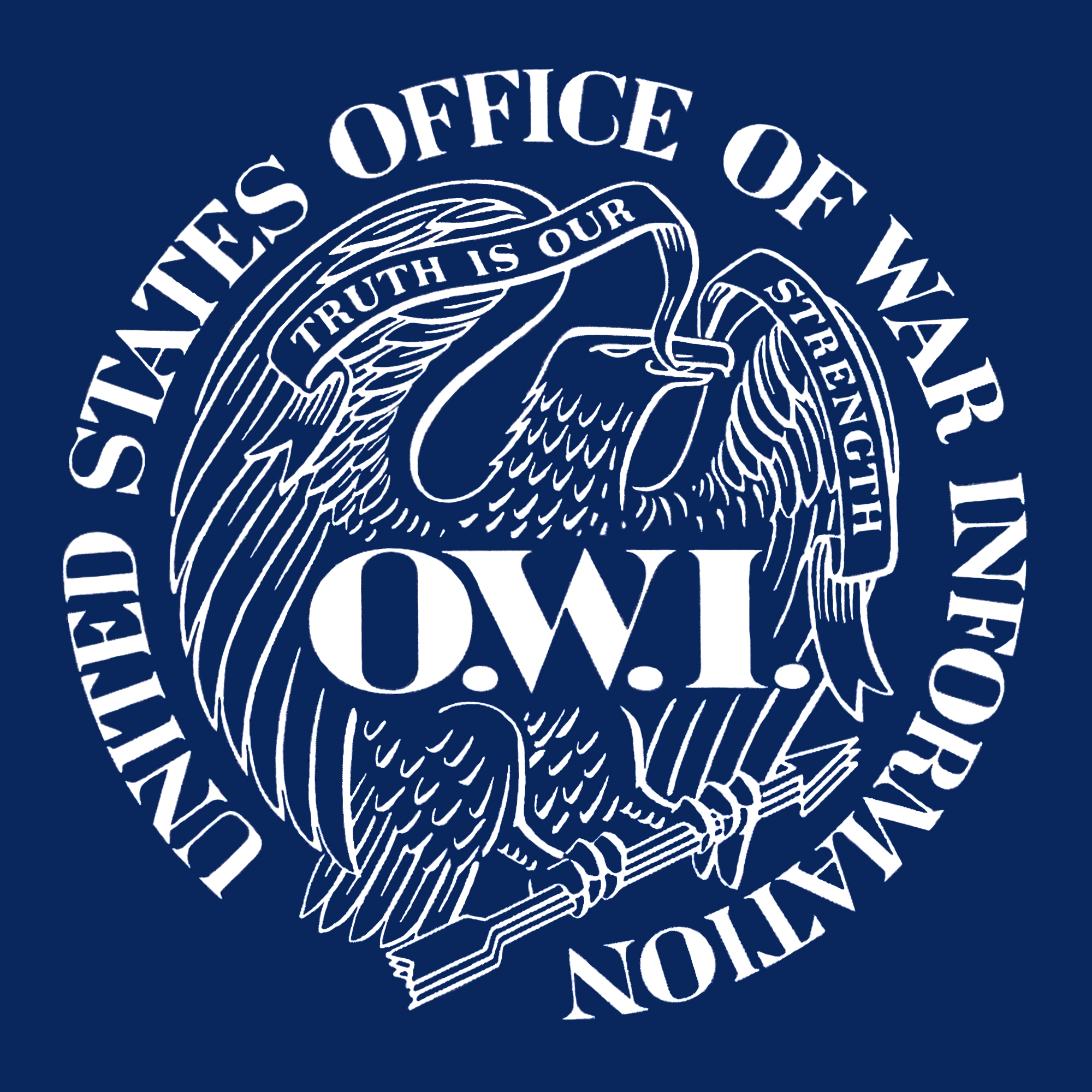
OWI logo.

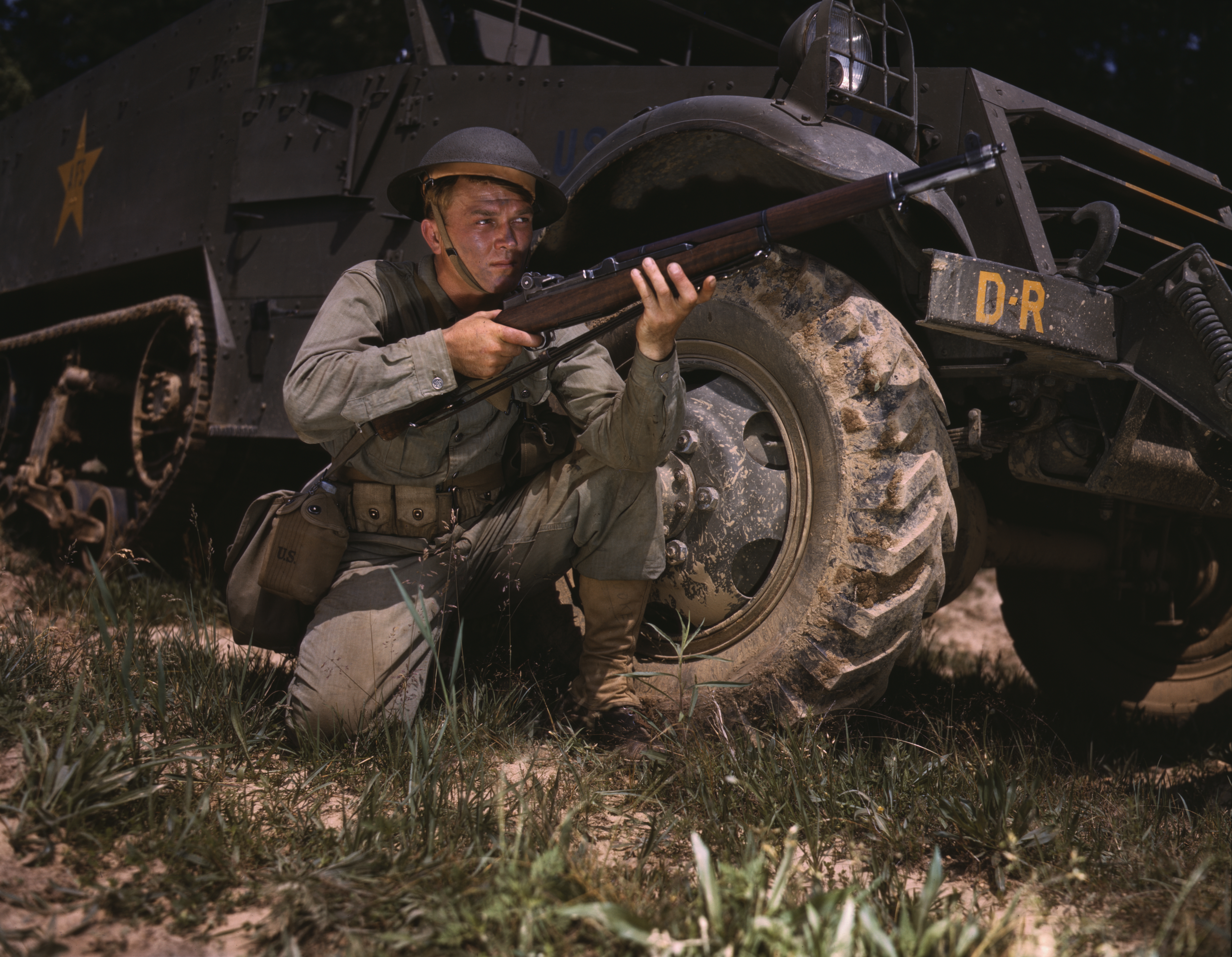
美国战争情报局成員在1942年6月的照片

美国战时情报局，又译作美国战争情报局、美国战时新闻办公室、美国战时新闻局（英語：The United States Office of War Information，OWI），是第二次世界大战期间美国从事战时宣传、心理战的机构。战时情报局主要作用在于保护当时政府信息服务，并且在美国国内与国外进行战争宣传。
由于情报协调局机构负责人多诺万与舍伍德的施政思路冲突，最终导致于1942年6月13日，罗斯福总统把情报协调局一分为二：研究分析处、秘密情报处、秘密行动处等整合为战略情报局，即中央情报局的前身；国外新闻处划分出去独立为战时新闻局，即美国新闻署的前身。从1942年6月到1945年9月这一段时间内，其通过电台、报纸、海报、照片、电影和其他形式的媒体，对国民与敌人进行宣传工作，以保障能够在战争道义上获得优势，是美国政治宣传主要负责部门。
战时新闻局局长埃尔默·戴维斯此前与此后是哥伦比亚广播公司的新闻主播，深受美国公众与罗斯福总统的信任。运营经理埃德·克劳贝尔、副局长埃德·巴雷特（《新闻周刊》编辑）。负责欧洲敌占区的副局长是《纽约先驱论坛报》记者华莱士·卡罗尔，负责英联邦区域的副局长是《纽约时报》驻伦敦总编辑费迪南德·库恩，负责远东地区的副局长是西雅图华盛顿大学历史学教授戴德华，负责中国事务的办公室主任约翰·考德威尔（John C Caldwell）。

## 在华活动
美国战时情报局驻华机构在太平洋战争期间曾以“美国新闻处”名义在重庆、成都、昆明、桂林、永安5个据点(outpost)进行活动，因为美国战时情报局驻华机构总负责人麦克拉肯·费希尔（Francis McCracken Fisher）认为本机构一旦采用“战时情报局[处]”这一中文名称，会让中方误以为本机构从事的是“秘密情报”工作，易招致不必要的猜忌和防备。其助手是在日本长大的吉姆·斯图尔特（Jim Stewart）。办公地点位于重庆求精中学。工作内容包括：
- 心理战，如用飞机散发传单；
- 记录、复制、发布每天的战时新闻局的新闻报道。

1943年底费正清从重庆回到美国后，于1944年中在战时新闻局谋到职位，担任负责远东事务的戴德华副局长的助理，主持对中国的工作，同事还有宾大的德克·卜德（Derk Bodde）与夏仁德（Randolph Sailor）。
1944年，太平洋国际学会执行秘书新西兰人威廉·L·霍兰德加入美国籍，以接任麦克拉肯·费希尔担任战时新闻局驻华办事处负责人。1945年5月，费正清被威廉·L·霍兰德邀请去驻华办事处任信息处副主任，9月底离开华盛顿，10月12日抵达重庆。1945年圣诞节费正清接任威廉·L·霍兰德担任美国新闻处（USIS）驻上海办事处主任，管辖10个分支机构（兰州、昆明、成都、重庆、天津、北平、台北、奉天、上海、广州、汉口、永安等），受美国驻华大使馆直接领导处理文化关系事务。1946年7月1日，费正清离任回哈佛大学，布兰德利·康纳斯（Bradley Connors）接任。
二战结束后，美国政府撤销了战时新闻局，新设“国际新闻与文化事务办公室”（Office of International Information and Culture Affairs），负责海外宣传，隶属美国国务院。由主管公共事务的助理国务卿主持。在中国的分支机构仍然叫做美国新闻处，在驻华的使领馆均设有新闻处，与政治处、经济处平行。设11个新闻处与1个总部：
- 奉天美国新闻处
- 北平美国新闻处
- 天津美国新闻处
- 迪化美国新闻处
- 昆明美国新闻处
- 重庆美国新闻处
- 南京美国新闻处
- 上海美国新闻处
- 汉口美国新闻处
- 广州美国新闻处
- 台北美国新闻处
- 驻华美国新闻处总部（中央办公室）设在上海
- 上海美国新闻处驻福州办事处

自办刊物《中文时事通讯》（Chinese Newslette）1947年11创刊。1949年6月30日，中共正式宣布禁止美国新闻处在华活动。
战时新闻局在华雇佣了大批中国籍雇员，其中有：
- 金仲华：抗战时任《世界知识》主编，1944年底至重庆任美国新闻处译报部主任，常选译《新华日报》言论、消息，翻译了毛泽东的《论联合政府》。1945年日本投降后随美国新闻处迁往上海担任中文总编。1948年，辞去美国新闻处工作。1948年7月前往香港主编新华社香港分社对外英文期刊《东方通讯》。1949年3月，离开香港返回内地。任《新闻日报》、《文汇报》社长、中国新闻社社长(1952年12月-1968年)，英文版《中国建设》杂志社社长、华东军政委员会文化部副部长，上海市副市长(1952年11月-1967年2月)等职。第一届全国政协委员，第一至第四届上海市政协副主席，历任第一、二、三届全国人民代表大会代表。
- 刘尊棋：抗战时任中央社战地记者，新加坡《南洋商报》编辑主任。1942年12月，美国新闻处处长麦克·费希尔邀请出任美国新闻处重庆中文部主任。还曾担任上海《联合日报》、《联合日报·晚刊》社长，香港《远东报》主编。1949年担任南京市军管会新闻处副处长，第一届全国政协委员、中华全国新闻工作者协会筹备委员会常委、中央人民政府新闻总署国际新闻局（1952年改为中国外文出版发行事业局）副局长兼该局英文刊物《人民中国》总编辑。1952年任外文出版社副社长兼总编辑。1981年6月任英文《中国日报》首任总编辑。